# Ivan Hejna
Ivan Hejna, vlastním jménem Ivan Hubač (* 26. března 1953 v Praze) je český scenárista, dramaturg a autor rozhlasových her. Je synem scenáristy Jiřího Hubače. Umělecké jméno Hejna užíval za otcova života z důvodu, aby nedocházelo k jejich záměně. Jeho nejznámějším dílem je scénář k televiznímu seriálu Sanitka 2, který je volným pokračováním úspěšného seriálu Sanitka, ke kterému napsal scénář jeho otec.

## Životopis
Narodil se v Praze, zde také v roce 1977 absolvoval obor dramaturgie na DAMU. Po ukončení studií začal pracovat jako dramaturg ve Státním divadelním studiu. V roce 1981 nastoupil do Československého rozhlasu, zde pracoval nejen jako dramaturg, ale i autor rozhlasových her a dramatizací. V roce 2000 práci v rozhlase opustil a začal pracovat v České televizi ve funkci hlavního dramaturga ředitelství programu a později ve funkci šéfdramaturga Centra dramatické, divadelní a hudební tvorby. S Českou resp. Československou televizí však externě spolupracoval již od roku 1974. Napsal pro ni několik televizních her a seriálů.
Je otcem tří dětí.

## Dílo

### Rozhlasové dramaturgie
- Walter Scott: Rytíř Ivanhoe, v roce 1997 zpracováno v Českém rozhlasu jako čtyřdílná dramatizace na motivy románu Waltra Scotta, překlad Jaroslav Kraus, rozhlasová úprava napsal František Pavlíček, hudba Petr Mandel, dramaturg Ivan Hubač, režie Karel Weinlich. Hráli: Ivan Trojan, František Němec, Boris Rösner, Josef Somr, Petr Pelzer, Barbara Kodetová, Alois Švehlík, Jaroslava Adamová, Tomáš Töpfer, Ladislav Mrkvička, Magdalena Chrzová, Jiří Langmajer, Rudolf Pellar, Veronika Duchková, Jana Durčáková, Veronika Koloušková, Petr Pěknic, Ivo Theimer, Ilona Jirotková, Hana Brothánková, Růžena Preisslerová, Miloš Rozhoň a Václav Kotva. jednotlivé díly: 1. Turnaj v Ashby, 2. Na život a na smrt, 3. Pohřeb na Coningsburghu, 4. Boží soud.[1]

### Televizní hry
- Posel dobrých zpráv (1976)
- Mílaři (1977)
- Láska poručíka Bentze (1977)
- Skapinova šibalství (1980)
- Pohoří královny Maud (1980)
- Zahrada dětí (1982)
- Portrét (1982)
- Nade mnou země (1984)
- Jestřabí věž (1984)
- Vikingové z Bronských vršků (1993)
- Hadí pohledy (1993)
- Trampoty pana Humbla (1997)
- Manželka Ronalda Sheldona (2001)
- Azyl (2001)
- Experiment (2001)
- Help for you (2001)
- May Day (2001)
- Requiem (2001)
- Trosečník (2001)
- Nadměrné maličkosti: Podfuk (2004)

### Televizní seriály
- Dlouhá míle (1989)
- Přízraky mezi námi (2000)
- Černí andělé, Pokoj bez oken (2001)
- Poslední sezóna (2006)
- Sanitka 2 (2013)

### Filmy
- Lída Baarová (2016) – scénář k filmu režiséra Filipa Renče o české herečce Lídě Baarové, v hlavní roli Tatiana Pauhofová

### Divadlo
- Jack Rozparovač – libreto k muzikálu Divadla Kalich (2007)